# John Slattery
John Slattery (Boston, 13 agosto 1962) è un attore e regista statunitense.

## Biografia
Nipote dell'attore Dick Van Patten, ha spesso prestato il suo volto per recitare in serie televisive, tra cui la terza serie di Desperate Housewives, in cui ha interpretato il ruolo di Victor Lang, sindaco di Fairview e secondo marito di Gabrielle Solis. Altra famosa serie televisiva in cui ha recitato è Sex and the City (terza serie - puntate 3.01 e 3.02), dove interpretava il ruolo di un brillante uomo politico (esattamente come in Desperate Housewives), conosciuto da Carrie Bradshaw durante una festa a Staten Island.
Nel 1998 è stato il fratello di Will Truman, Sam, nella prima serie di Will & Grace, intrecciando una breve relazione amorosa con Grace. È stato tra i protagonisti di Mad Men, dove ha interpretato il ruolo di Roger Sterling. È famoso anche per aver interpretato il ruolo di Howard Stark (padre di Tony Stark/Iron Man) nel Marvel Cinematic Universe, apparendo in quattro film: Iron Man 2, Ant-Man, Captain America: Civil War e Avengers: Endgame.

## Vita privata
Sposato con l'attrice Talia Balsam, la coppia ha un figlio, Harry.

## Filmografia parziale

### Attore

#### Cinema
- Sleepers, regia di Barry Levinson (1996)
- L'eliminatore - Eraser (Eraser), regia di Chuck Russell (1996)
- Traffic, regia di Steven Soderbergh (2000)
- Bad Company - Protocollo Praga (Bad Company), regia di Joel Schumacher (2002)
- Station Agent (The Station Agent), regia di Tom McCarthy (2003)
- Mona Lisa Smile, regia di Mike Newell (2003)
- Dirty Dancing 2 (Dirty Dancing 2 - Havana Nights), regia di Guy Ferland (2004)
- Flags of Our Fathers, regia di Clint Eastwood (2006)
- Underdog - Storia di un vero supereroe (Underdog), regia di Frederik Du Chau (2007)
- La guerra di Charlie Wilson (Charlie Wilson's War), regia di Mike Nichols (2007)
- Iron Man 2, regia di Jon Favreau (2010)
- I guardiani del destino (The Adjustment Bureau), regia di George Nolfi (2011)
- In Our Nature, regia di Brian Savelson (2012)
- Ted 2, regia di Seth MacFarlane (2015)
- Ant-Man, regia di Peyton Reed (2015)
- Il caso Spotlight (Spotlight), regia di Tom McCarthy (2015)
- Captain America: Civil War, regia di Anthony e Joe Russo (2016)
- Churchill, regia di Jonathan Teplitzky (2017)
- Avengers: Endgame, regia di Anthony e Joe Russo (2019)
- Unfrosted - Storia di uno snack americano (Unfrosted), regia di Jerry Seinfeld (2024)

#### Televisione
- Becker - serie TV, episodio 1x06 (1998)
- Will & Grace - serie TV, 2 episodi 1x14-1x15 (1999)
- Giudice Amy (Judging Amy) - serie TV, 3 episodi (1999-2000)
- Sex and the City - serie TV, episodi 3x01-3x02 (2000)
- La forza della vita (A Death in the Family) - film TV, regia di Gilbert Cates (2002)
- Jack & Bobby - serie TV, 22 episodi (2004-2005)
- Desperate Housewives - serie TV, 14 episodi (2007)
- Mad Men - serie TV, 85 episodi (2007-2015)
- Arrested Development - Ti presento i miei - serie TV, 2 episodi (2013)
- Wet Hot American Summer: First Day of Camp – miniserie TV (2015)
- Veep - Vicepresidente incompetente (Veep) - serie TV, 6 episodi (2016)
- Modern Love - serie TV, 2 episodi (2019-in corso)
- Mrs. America – miniserie TV (2020)
- Next - serie TV, 6 episodi (2020)
- The Good Fight, serie TV, 9 episodi in stagione 6 (2022)

#### Video musicali
- The National - Conversation 16 - (2010)

### Doppiatore
- I Simpson (The Simpsons) - serie TV, 1 episodio (2011)
- What If...? - serie TV, episodio 2x02 (2023)

### Regista
- Mad Men - serie TV, 4 episodi (2010-2013)
- God's Pocket (2014)
- Maggie Moore(s) - Un omicidio di troppo (Maggie Moore(s)) (2023)

### Sceneggiatore
- God's Pocket, regia di John Slattery (2014)

### Produttore
- God's Pocket, regia di John Slattery (2014)

## Doppiatori italiani
Nelle versioni in italiano delle opere in cui ha recitato, John Slattery è stato doppiato da:
- Teo Bellia in Mad Men, Iron Man 2, Ant-Man, Captain America: Civil War, Avengers: Endgame, Next, Confess, Fletch
- Antonio Sanna in Bad Company - Protocollo Praga, Jack & Bobby, Modern Love, Mrs. America
- Francesco Prando in Desperate Housewives, I guardiani del destino, Ted 2, The Romanoffs
- Angelo Maggi in Law & Order - I due volti della giustizia (ep. 8x23), Will & Grace
- Luciano Roffi in Homefront, Law & Order - I due volti della giustizia (ep. 10x23)
- Alberto Bognanni in Ed, Unfrosted - Storia di uno snack americano
- Mario Cordova in Mona Lisa Smile, Il caso Spotlight
- Luca Biagini in Dirty Dancing 2, Underdog - Storia di un vero supereroe
- Massimo Lodolo in La forza della vita, La guerra di Charlie Wilson
- Fabrizio Temperini in Lily Dale
- Carlo Valli in Sex and the City
- Massimo De Ambrosis in Dalla Terra alla Luna
- Gabriele Martini in Arrested Development - Ti presento i miei
- Oliviero Dinelli in Station Agent
- Dario Penne in Flags of Our Fathers
- Sergio Lucchetti in Wet Hot American Summer: First Day of Camp
- Sandro Iovino in Veep - Vicepresidente incompetente
- Marco Balzarotti in Churchill
- Massimo Rossi in The Good Fight

Nei prodotti in cui partecipa come doppiatore, in italiano è stato sostituito da:
- Marco Mete ne I Simpson
- Teo Bellia in What If...?